# Michael Papajohn
Michael Papajohn (Birmingham, 7 de novembro de 1964) é um ator, dublê e ex-beisebolista estadunidense. Ficou conhecido ao interpretar o ladrão de carros Denis Carradine, um suposto assassino de Ben Parker, o tio de Peter no filme Homem-Aranha, de 2002.

## Filmografia
- Everybody's All-American
- Predator 2
- The Last Boy Scout
- The Babe
- Mr. Baseball
- Little Big League
- Spawn
- Eraser
- The Waterboy
- For Love of the Game
- Spider-Man
- The Longest Yard
- Hulk
- Spider-Man 3
- Superhero Movie
- Yes Man
- Live Free or Die Hard
- Transformers: Revenge of the Fallen
- The Indian in the Cupboard
- The Animal
- Swat
- Terminator 3: Rise of the Machines
- Domino
- Larry the Cable Guy: Health Inspector
- Delta Farce
- I Know Who Killed Me
- Land of the Lost
- Terminator Salvation
- G Force
- Jonah Hex
- Drive Angry
- The Hit List
- The Amazing Spider-Man
- The Dark Knight Rises